# Бушмичі
Бушмичі (біл. Бушмічы) — село в Білорусі, у Кам'янецькому районі Берестейської області. Орган місцевого самоврядування — Верховицька сільська рада.

## Географія
Розташоване за 7 км на північний схід від залізничної станції Погранична.

## Історія
Власниками маєтку в Бушмичах були поміщики Пусловські. У 1926 році мешканці села звернулися до міністерства освіти Польщі з вимогою відкрити в селі українську школу.

## Населення
За переписом населення Білорусі 2009 року чисельність населення села становила 133 особи.